# Хрватска социјално-либерална странка
Хрватска социјално-либерална странка или ХСЛС је политичка странка центра која дјелује у Хрватској. ХСЛС је пуноправна чланица Либералне интернационале (ЛИ) и Савеза либерала и демократа за Европу.
ХСЛС је политичка странка центра којој је исходиште човек као појединац те сматра да је слободна само она заједница у којој је слободан и социјално сигуран сваки појединац као највећа вредност.

## Историја
Основана је 1989. у СФР Југославији под именом Хрватски социјално-либерални савез, као реформски експеримент у оквиру тадашњег Социјалистичког савеза радног народа Хрватске. Пред изборе 1990. се брзо профилисала у политичку странку којој је циљ био рушење тадашњег комунистичког система, као и осамостаљење СР Хрватске у односу на тадашњу СФР Југославију. Због тога је учествовала у оквиру тадашње Коалиције народног споразума, али, као и друге странке КНС-а на изборима није добила велики број места у Сабору, због већинског изборног система.
Председник ХСЛС-а Дражен Будиша је за време рата 1991. године добио место у тзв. Влади демократског јединства, али ју је почетком 1992. напустио незадовољан наводном попустљивошћу председника Фрање Туђмана према Републици Српској Крајини. То му је донело знатну популарност, те је на председничким изборима 1992. године освојио друго место, а ХСЛС постао главна опозициона странка у Хрватској, што се показало и на изборима за Жупанијски дом почетком 1993. године.
Међутим, од 1995. почиње опоравак Социјалдемократске партије Хрватске који ХСЛС-у отима гласове, а сам ХСЛС запада у унутрашњи раскол између две фракције — заговорника и противника сарадње са владајућим ХДЗ-ом. Због тога су 1997. године дисиденти под Владом Готовцем формирали сопствену Либералну странку.
Године 1998. СДП и ХСЛС склапају споразум на основу кога ће две године касније поразити владајућу Хрватску демократску заједницу и формирати владу левог центра, познату под називом Трећесијечањска власт.
Међутим, сарадња две странке је била кратког века, а главни камен спотицања била је сарадња с Хашким судом по питању правосудног процесуирања ратних злочина почињених од стране хрватских формација. Године 2002. Будиша је покушао да сруши Рачанову владу, али део његове парламентарне фракције је остао веран Рачану и формирао сопствену странку звану Либерални демократи (ЛИБРА).
ХСЛС је пред изборе 2003. склопио коалицију са Демократским центром, најавивши постизборну коалицију са ХДЗ-ом. Међутим, савез ХСЛС и ДЦ је тешко поражен на изборима, освојивши само 3 мандата (2 ХСЛС, 1 ДЦ), након чега је Будиша поднео оставку на место председавајућег странке.
ХСЛС је после избора подржавала премијера Иву Санадера, а 2005. се објединила са некадашњим дисидентима из Либералне странке.
Пред избора 2007. ХСЛС је најавио коалицију с тада опозиционом Хрватском сељачком странком. Коалиција ХСС-ХСЛС је освојила 8 заступника од којих два су ишли ХСЛС-у. Након избора је заједно с њом поново подржала Санадера. Била је део владајуће коалиције под Санадером, а касније и под Јадранком Косор. У јулу 2010. је изашла из владајуће коалиције, али су њени заступници, супротно вољи странке, наставили подржавати владу и изашли из странке. ХСЛС је тако по први пут након 1990. постала ван-парламентарна странка. На изборима 2011. године је добила 3,0% и није успела да освоји ниједан мандат.